# Bell megye (Kentucky)
Bell megye az Amerikai Egyesült Államokban, azon belül Kentucky államban található. Megyeszékhelye Pineville, legnagyobb városa Middlesboro. Lakosainak száma 24 097 fő (2020. április 1.). Bell megye Clay, Leslie, Harlan, Lee, Claiborne, Whitley és Knox megyékkel határos.

## Népesség
A megye népességének változása:
| Lakosok száma | 28 702 | 28 635 | 28 158 | 27 885 | 27 337 | 24 097 |
|               | 2010   | 2011   | 2012   | 2013   | 2015   | 2020   |